# Vermelha
Vermelha ist eine Gemeinde (Freguesia) im portugiesischen Kreis Cadaval. In ihr leben 1248 Einwohner (Stand 19. April 2021).